# EurAsia Cup
De EurAsia Cup presented by DRB-HICOM is een golftoernooi tussen een Europees en een Aziatisch team. Ieder team bestaat uit tien golfprofessionals. Het toernooi telt mee voor de Europese - en Aziatische PGA Tour. De formule is als bij de Ryder Cup. 
De eerste editie was in 2014 en werd van 28-30 maart gespeeld op de Glenmarie Golf & Country Club in Maleisië. Dat was vijftien jaar nadat het eerste Maleisisch Open werd gespeeld, het eerste toernooi dat voor de twee Tours telde. Het toernooi wordt mede ondersteund door de PGA van Maleisië en de overheid.

## Teams-selectie
In 2014 bestond het team uit 10 spelers, inclusief de captain. Europa nam de top vier spelers van de Race To Dubai van het einde van het voorgaande jaar op en de top 4 van de wereldranglijst. Verder had de captain twee wildcards. Azië nam de top vier spelers van de Aziatische Order of Merit op, drie spelers van de wereldranglijst en drie spelers kregen een wildcard.
In 2016 bestaan de teams uit 12 spelers en een non-playing captain.

## Winnaars
| Jaar | Baan                                    | Winnaar | Score   |
| ---- | --------------------------------------- | ------- | ------- |
| 2014 | Glenmarie Golf & Country Club, Maleisië | tie     | 10 - 10 |
| 2016 | Glenmarie Golf & Country Club, Maleisië |         |         |

## Teams
| Jaar | Azië | Europa |
| ---- | --- | --- |
| 2014 | Kiradech Aphibarnrat, Gaganjeet Bhullar, Hyung-sung Kim, Anirban Lahiri,Koumei Oda, Siddikur Rahman, Hideto Tanihara captain Thongchai Jaidee, captains pickː Nicholas Fung en Prayad Marksaeng | Thomas Bjørn, Jamie Donaldson, Victor Dubuisson, Gonzalo Fernández-Castaño, Stephen Gallacher, captain Miguel Ángel Jiménez, Joost Luiten, Graeme McDowell, captains pickː Pablo Larrazábal en Thorbjørn Olesen                                   |
| 2016 | n.n.b. non-playing captainː Jeev Milkha Singh, captains pickː n.n.b. | Kristoffer Broberg, Victor Dubuisson, Ross Fisher, Matthew Fitzpatrick, Søren Kjeldsen, Shane Lowry, Andy Sullivan, Bernd Wiesberger, Danny Willett en Chris Wood non playing capteinː Darren Clarke, captains pickː Ian Poulter en Lee Westwood; |

 Nedbank Golf Challenge ·
 Alfred Dunhill Championship ·
 South African Open ·
 Abu Dhabi Golf Championship ·
 Qatar Masters ·
 Dubai Desert Classic ·
 Malaysian Open ·
 Thailand Classic ·
 Indian Open ·
 Joburg Open ·
 WGC - Championship ·
 Africa Open ·
 Tshwane Open ·
 Madeira Island Open ·
 Trophée Hassan II ·
 The Masters · 
 Shenzhen International ·
 Volvo China Open ·
 WGC - Match Play Championship ·
 Mauritius Open ·
 Open de España ·
 BMW PGA Championship ·
 Irish Open ·
 Nordea Masters ·
 Lyoness Open ·
 US Open · 
 BMW International Open ·
 Open de France ·
 Scottish Open ·
 The Open Championship · 
 European Masters ·
 Paul Lawrie Matchplay ·
 WGC - Invitational ·
 US PGA Championship · 
 Made in Denmark ·
 Czech Masters ·
 Russian Open ·
 KLM Open ·
 Open d’Italia ·
 European Open ·
 Alfred Dunhill Links Championship ·
 World Match Play Championship ·
 Portugal Masters ·
 Hong Kong Open ·
 BMW Masters ·
 WGC - Champions ·
 Turks Open ·
 Dubai World Championship
EurAsia Cup · Ryder Cup · Seve Trophy · World Cup of Golf
 Maleisisch Open ·
 Thailand Classic ·
 Indian Open ·
 SAIL-SBI Open ·
 Indonesian Masters ·
 Mauritius Open ·
 Queen's Cup ·
 Omega European Masters ·
 Vascory Classic ·
 Chiangmai Golf Classic
EurAsia Cup